# Cunèges
Cunèges (tiếng Occitan là Cunèja) là một xã của Pháp nằm ở tỉnh Dordogne trong vùng Aquitaine của Pháp. Xã này có diện tích km2, dân số năm 200 là người. Xã nằm ở khu vực có độ cao trung bình m trên mực nước biển.

## Thông tin nhân khẩu
| Năm    | 1962 | 1968 | 1975 | 1982 | 1990 | 1999 | 2006 |
| ------ | ---- | ---- | ---- | ---- | ---- | ---- | ---- |
| Dân số | 249  | 214  | 194  | 206  | 201  | 255  | 308  |